# Simulium barretti
Simulium barretti är en tvåvingeart som beskrevs av John Smart och Clifford 1965. Simulium barretti ingår i släktet Simulium och familjen knott. Inga underarter finns listade i Catalogue of Life.